# François Asselin
Pour les articles homonymes, voir Asselin.
Ne doit pas être confondu avec François Asselineau.
François Asselin, né le 18 novembre 1964 à Thouars, dans les Deux-Sèvres, est entrepreneur du bâtiment. Il dirige l'entreprise familiale Asselin SAS, spécialisée dans la restauration des monuments historiques et des bâtiments anciens. Il est également président de la Confédération des petites et moyennes entreprises (CPME, ex CGPME)  du 21 janvier 2015 au 21 janvier 2025.

## Parcours professionnel
Issu d'une famille de charpentiers, François Asselin prend en août 1993, à 29 ans, la direction de l'entreprise familiale Asselin SAS, fondée en 1957 à Thouars (Deux-Sèvres) par son père Gérard Asselin, et qui compte alors 44 salariés. 
Asselin SAS est une entreprise de charpente, menuiserie, ébénisterie et ferronnerie traditionnelle spécialisée dans la restauration des monuments historiques.
Avec 12,6 millions d'euros de chiffre d'affaires en 2018, l'entreprise compte aujourd'hui 140 salariés sur trois sociétés et trois établissements secondaires en métropole, à la Réunion et aux États-Unis.
Asselin SAS est le constructeur de l'Hermione, une réplique du navire de guerre français,,.
François Asselin a été condamné, le 13 mai 2025, a quatre mois de prison avec sursis et 25 000 € d’amende, auxquels s’ajoutent 150 000 €  d’amende contre sa société. Il lui est reproché d'avoir exposé des salariés de sa société au plomb sur un chantier de rénovation du château de Versailles en 2009.

## Engagement syndical
François Asselin est président de la Confédération des petites et moyennes entreprises (CPME), organisation patronale qui fédère 150.000 PME. Élu avec 97 % des voix le 21 janvier 2015, il est réélu pour un second mandat le 7 janvier 2020 (95 % des voix),.
A la tête de la CPME, il représente les TPE-PME et défend leurs intérêts auprès des pouvoirs publics sur l’ensemble des réformes économiques et sociales (retraites, code du travail, santé au travail, etc.).
En tant que partenaire social, il défend depuis 2019 une refonte des règles du paritarisme selon trois principes : responsabilité, indépendance, transparence,.
Avant cela, François Asselin a été président de la CPME des Deux-Sèvres de 2009 à 2011 et président de la CPME Poitou-Charentes de 2011 à 2015.
Membre de la Commission exécutive de la CPME depuis 2011, il a occupé les postes de vice-président de la Fédération Française du Bâtiment (FFB) et président du Conseil national de la sous-traitance et des relations inter-entreprises de 2008 à 2014.
Il a été auditionné en mai 2013 par Martial Bourquin, sénateur du Doubs, dans le cadre d'un rapport sur « les relations entre donneurs d’ordre et sous-traitants dans le domaine de l’industrie ».
Il a été président de la FFB des Deux-Sèvres de 2001 à 2006.
Il quitte la direction de la CPME en janvier 2025. Celle-ci a gagné en influence durant son mandat, rassemblant un plus grand nombre d'entreprises que son rival, le Medef, tandis que son salon annuel accueille des ministres et des responsables de partis politiques. Ses relations ont en revanche été parfois difficiles avec les syndicats de travailleurs, qui lui ont reproché son soutien à certaines réformes gouvernementales sur les droits des salariés.

## Autres mandats
- Membre du Conseil économique, social et environnemental[22]
- Administrateur de Bpifrance Financement[23]
- Administrateur de Business France
- Membre du Comité financement-garantie

## Distinctions
- Chevalier de la Légion d'honneur (2014)[24]
- Officier de l'ordre national du Mérite (2004)[25]
- Officier de l'ordre des Arts et des Lettres (2024)[26]

Distingué comme l'une des quatre personnalités qui ont marqué l'actualité sociale 2015 par le groupe de presse spécialisé WK-RH.